# Douglas 2229
Die Douglas 2229 war das Projekt zum Entwurf eines überschallschnellen Verkehrsflugzeuges des US-amerikanischen Herstellers Douglas. Ziel dieses designierten Nachfolgers der Douglas DC-8 war die Beförderung von Passagieren mit über 3200 km/h.
Der Entwurf geht auf das Jahr 1959 zurück und zeigt einen zylindrischen druckbelüfteten Rumpf mit Deltaflügeln, deren Flügelenden abgesenkt werden konnten, sowie Canards. Der Flügelstrake reichte fast über die gesamte Rumpflänge. Das Höhenleitwerk war in den weit zurückreichenden Flügel integriert, das Seitenleitwerk wies eine Flosse auf und war stark gepfeilt. Die Bugsektion, die als Mock-up auf Ausstellungen gezeigt wurde, wies einen beweglichen Windschild auf, der bei hohen Geschwindigkeiten aus dem Bug ausgefahren wurde und die vorderen Cockpitfenster verdeckte. Der Lufteinlauf zu den Triebwerken war in weiten Teilen beweglich, um den Triebwerken bei allen Fluggeschwindigkeiten und Höhen ausreichend Verbrennungsluft zur Verfügung stellen zu können. Zu einer Ausführung kam es nicht.

## Quelle
- Flight, 30. November 1961